# Gavriil (Melnikov)
Gavriil (světským jménem: Denis Velerjevič Melnikov; * 15. srpna 1974, Voroněž) je ruský duchovní Ruské pravoslavné církve a biskup naberežnočelnycký a jelabužský.

## Život
Narodil se 15. srpna 1974 ve Voroněži.
Studoval na matematicko-fyzikálním oddělení Voroněžské státní pedagogické univerzity. Roku 1996 nastoupil na Voroněžský duchovní seminář. Dne 1. května 1998 byl přijat mezi bratry Zadonského monastýru.
Dne 15. dubna 2000 byl postřižen na rjasofora se jménem Varsonofij na počest svatého Varsonofija Tverského a 24. dubna 2003 do malé schimy se jménem Gavriil na počest svatého Gabriela Bělostockého. Dne 28. srpna 2003 byl rukopoložen na jerodiákona. Kněžské svěcení přijal 4. března 2007 z rukou biskupa lipeckého a jeleckého Nikona (Vasina). 
Absolvoval studium Petrohradské duchovní akademie, kde získal titul kandidát bohosloví a Ruské křesťanské humanitní akademie.
Byl duchovním chrámu Narození Krista ve vesnici Věrchněje Kazače Lipecké oblasti. Od roku 2011 byl hlavním redaktorem webu Zadonského monastýru. Roku 2014 se stal přednášejícím Lipecké státní pedagogické univerzity.
Roku 2020 absolvoval na Celocírkevním postgraduálním a doktorském studiu svatých Cyrila a Metoděje. O dva roky později sloužil jako asistent blagočinného monastýru.
Dne 25. července 2024 jej Svatý synod zvolil biskupem naberežnočelnyckým a jelabužským. Dne 31. července byl povýšen na archimandritu a biskupská chirotonie 1. září v Donském monastýru. Hlavním světitelem byl patriarcha moskevský a celé Rusi Kirill.